# Gobioclinus filamentosus
Gobioclinus filamentosus (Synonym: Labrisomus filamentosus) ist eine Fischart aus der Familie der Beschuppten Schleimfische (Labrisomidae). Da kein eindeutiger deutscher Name bekannt ist, wird Gobioclinus filamentos unter Aquarianern im Allgemeinen nur als Schleimfisch bezeichnet. Der englische Name ist Quillfin Blenny, im spanischen Sapito Filamentoso.

## Merkmale
Der Schleimfisch wird etwa 12 cm groß. Er ist in dunkel-rot-bräunlichen bis hin zu gelb-bräunlichen Mustern gefärbt, vermutlich eine gute Tarnung in seiner natürlichen Umgebung, dem tropischen Riff.
Er kann gelbe Streifen bzw. Punkte an seinen Dorsalflossen aufweisen, die Dorsalflosse erstreckt sich bis zum Kopf, wo diese auffällige Strahlen besitzt.
Er hat Brustflossen, welche er zur Fortbewegung am Grund nutzt.

## Habitat
Gobioclinus filamentosus ist in Korallenriffen im tropischen westlichen Atlantik bzw. im Karibischen Meer beheimatet. Er wird in Tiefen zwischen 10 und 35 Metern angetroffen.